# Eleições presidenciais no Quirguistão em 1995

Eleições presidenciais antecipadas foram realizadas no Quirguistão em 24 de dezembro de 1995. A votação estava originalmente marcada para ocorrer em agosto de 1996, quando o mandato do presidente Askar Akayev deveria expirar naquele momento. No entanto, foram convocadas eleições antecipadas, o que, na opinião da oposição, foi feito com o objetivo de desmoralizar candidatos alternativos que não tiveram tempo de se preparar para eles. Askar Akayev venceu a eleição com 73,25% dos votos conquistando um segundo mandato desta vez de cinco anos.
| Candidato                            | Partido                              | Votos     | %      |
| ------------------------------------ | ------------------------------------ | --------- | ------ |
| Askar Akayev                         | Indepenndente                        | 1,391,114 | 72.45  |
| Absamat Masaliyev                    | Partido Comunista                    | 474,547   | 24.71  |
| Medetkan Sherimkulov                 | Independente                         | 33,499    | 1.74   |
| Contra todos                         | Contra todos                         | 21,063    | 1.10   |
| Total                                | Total                                | 1,920,223 | 100.00 |
|                                      |                                      |           |        |
| Votos válidos                        | Votos válidos                        | 1,920,223 | 98.82  |
| Votos inválidos/em branco            | Votos inválidos/em branco            | 22,854    | 1.18   |
| Total de votos                       | Total de votos                       | 1,943,077 | 100.00 |
| Eleitores registrados/comparecimento | Eleitores registrados/comparecimento | 2,254,348 | 86.19  |
| Fonte:                               |                                      |           |        |

## Inscrição
As restrições à participação nas eleições presidenciais sob a Lei das Eleições Presidenciais foram mínimas. Candidatos poderiam ser indicados de partidos políticos ou de blocos eleitorais, uma coleção de eleitores no número de pelo menos 100/250 pessoas, a legislação também previa a possibilidade de auto-nomeação. O candidato poderia ser um cidadão do Quirguistão, com pelo menos 35 anos e não mais de 65 anos e vivendo na república há pelo menos 15 anos, cidadãos que não falam quirguiz foram retirados do processo eleitoral. Para se inscrever, os candidatos tiveram que coletar 50 mil assinaturas em menos de três meses. Antes das eleições, o CEC do Quirguistão introduziu outra restrição, dificultando o registro dos candidatos: as assinaturas coletadas para eles tinham que ser certificadas pelo kenesh local no máximo sete dias, e que o número de assinaturas tinha que ser coletado por região em proporção ao número.
Além do presidente, outros cinco candidatos foram registrados: Absamat Masaliyev, Jumgalbek Amanbayev, Medetkan Sherimkulov, Omurbek Tekebayev e Mamat Aybalayev. Após o abate das assinaturas, Yuruslan Toichubekov tinha menos de 50.000 assinaturas restantes, e as assinaturas de Tursunbay Bakir Uulu não foram coletadas em proporção número de eleitores.
Mais tarde, o procurador-geral apresentou um pedido à Suprema Corte para cancelar o registro de Tekebayev, Aybalayev e Amanbayev, como de acordo com os dados de indivíduos que disseram que não colocaram assinaturas para esses candidatos, portanto foram forjados. A Suprema Corte concedeu o pedido da Procuradoria-Geral da República, em resposta ao qual os candidatos demitidos recorreram ao Tribunal Constitucional,mas foram negados a apreciação dos pedidos, uma vez que a decisão do tribunal não se enquadrava em sua competência. Então, em 19 de dezembro, os candidatos entraram em greve de fome, mas dois dias depois eles pararam, segundo Amanbayev, porque suas ações não faziam sentido, foram ignoradas pelo governo e não atraíram a atenção do público.